# Zohra
Ne doit pas être confondu avec Zahra (patronyme).
Zohra (en arabe زُهرة) est un prénom d'origine arabe qui veut dire  « blancheur », « radiance », « brillance » (ne pas confondre avec Zahra زَهرة qui veut dire « fleur »). C'est aussi le nom de la planète Venus, la planète brillante. C'est un prénom à rattacher à la langue sémite. Il a, en effet, la même racine que le mot hébreu zohar signifiant « splendeur du ciel ». C'est un prénom ayant une connotation religieuse, notamment liée à l'Islam, puisqu'une des filles du prophète Mahomet se nommait Fatima-alzahrā’ (Fatima la radiante). 
- Zohra Drif, sénatrice algérienne
- Zohra Lampert, actrice américaine
- Zohra Ben Lakhdar Akrout, physicienne tunisienne
- Zohra Zahia Hanous, footballeuse algérienne
- Zohra Dati, fille de la femme politique française Rachida Dati
- Anne Zohra Berrached, réalisatrice allemande.
- Zohra Bösch, championne suisse de boxe féminine junior.

## Histoire
- « La grande Zohra », surnom donné par l'OAS  au général de Gaulle[4].

## Cinéma
- Zohra, court-métrage sorti en 1922